# Народна библиотека Котор Варош
Народна библиотека Котор Варош представља културну установу са дугодишњом традицијом на простору општине Котор Варош као значајн фактор у култури и образовању на овим просторима. Библиотека се налази у улици Цара Душана бр. 46. Од најранијих почетака кроз рад књижнице па до данас, библиотека представља стуб културе на овом подручју.

## Историјат
Почетак организованог рада са књигама на овом простору се везује за рад Културнo прoсвјетнoг друштвo „Прoсвјетa“, oснoвaнoг 1902. гoдине, које у склoпу својих aктивнoсти у сeптeмбру 1922. године оснивa књижницу кoja je брojaлa 444 наслова. Од тих првих почетака пa до дaнaс библиoтeкa пoстоји и рaди и у нaрoду пoзнaтa кao „Грaдскa библиoтeкa“.
Својим књижним фондом од близу 27.000 наслова, библиотека доприноси подизању општег нивоа културе, повећању информисаности и омогућава стално образовање. Корисницима је на располагању разноврстан фонд из области књижевности, стручне литературе, дјечије књиге, те периодична издања – дневна штампа и часописи.
Због поплава које су задесиле овај простор, као и многе друге библиотеке, изгубиле су један дио библиотечке грађе. Бибилиотека је након поплава 2014. године спровела акцију сакупљања књига. Број књига прикупљених током те ације јесте 170 у јулу мјесецу, који је без обзира на број, значајан за ову установу. Књиге су поклонили истакнути которварошки пјесник Петар Ђаковић, породица Петковић из Бањалуке, Народна универзитетска библиотека Бањалука и други читаоци.
Библиотека је временом мијењала свој назив и локације како је вријеме захтјевало, али суштину свог постојања није промјењена. Данас библиотека ради под називом ЈУ "Народна библиотека" и налази се у згради некадашњег Рaдничкoг унивeрзитeтa.
У децембру 2017. године, библиотека је добила пројекат у износу од 30.000 КМ, у оквиру гранта које Министарство цивилних послова БиХ издваја за институције културе.

## Организација
Основне организационе јединице библиотеке су:
- Служба општих послова
- одељење за одрасле читаоце
- одељење за дјецу